# Аллен, Джоан
Джоан Аллен (англ. Joan Allen; род. 20 августа 1956) — американская актриса театра, кино и телевидения. Трёхкратная номинантка на премию «Оскар» (1996, 1997, 2001).

## Молодость
Джоан Аллен родилась 20 августа 1956 года в городе Рошелль штата Иллинойс в семье домохозяйки Дороти Аллен (в девичестве Вирт) и автомеханика Джефа Аллена. Она была самой младшей из четырёх детей. Училась в Рошелльской средней школе, где была отличницей, пела в хоре и играла на виолончели. Потом в Университете Северного Иллинойса в Макомбе, который окончила в 1976 году, а затем в Университете Восточного Иллинойса. В 1977 году поступила в театральную компанию «Степной волк» и стала играть на сцене.

## Карьера
Свою актёрскую карьеру актриса начинала в знаменитой чикагской труппе «Steppenwolf Theatre Company» под руководством Джона Малковича. В начале 1980-х годов она начала играть в театре, а также сниматься в малобюджетных сериалах. Её кинодебютом стала маленькая роль второго плана в фильме «Компрометирующие позы». В 1988 году она появилась на Бродвее в спектакле по пьесе Лэнфорда Уилсона «Сожги это» (англ. Burn This), за что получила премию «Тони». В кино она появлялась достаточно редко, и ни одна из ролей не сделала её звездой, но все изменилось в 1995 году после фильма Оливера Стоуна «Никсон», где Джоан сыграла жену президента. Эта роль принесла актрисе заслуженную славу, она была номинирована на «Оскар» и премию Британской академии кино и телевизионных искусств.
Джоан Аллен сыграла заместителя директора ЦРУ Памелу Лэнди в фильмах «Превосходство Борна», «Ультиматум Борна» и «Эволюция Борна».
Снялась в новом фильме Пола У. С. Андерсона «Смертельная гонка», премьера которого состоялась в 2008 году.
В 2015 году Аллен была приглашена на ведущую роль в сериал ABC «Семья».

## Личная жизнь
1 января 1990 года она вышла замуж за актёра Питера Фридмана. В марте 1994 года у них родилась дочь. В 2002 году пара рассталась. При этом они, поддерживая хорошие отношения и живя недалеко друг от друга, воспитывали дочь вместе. У Джоан есть бостон-терьер по кличке Нора.

## Фильмография
| Год       |    | Русское название           | Оригинальное название                  | Роль                 |
| --------- | -- | -------------------------- | -------------------------------------- | -------------------- |
| 1985—1989 | с  | Сумеречная зона            | The Twilight Zone                      | Сали Доббс           |
| 1985      | ф  | Компрометирующие позы      | Compromising Positions                 | Мэри Элис Махоуни    |
| 1986      | ф  | Охотник на людей           | Manhunter                              | Риба Макклейн        |
| 1986      | ф  | Пегги Сью вышла замуж      | Peggy Sue Got Married                  | Мэдди Нагл           |
| 1987      | с  | Комната наверху            | Room Upstairs                          | Элли                 |
| 1988      | ф  | Такер: Человек и его мечта | Tucker: The Man and His Dream          | Вера Такер           |
| 1988—2008 | с  | Американское приключение   | Becker                                 | озвучка              |
| 1989      | ф  | Страна                     | In Country                             | Ирэн                 |
| 1991      | тф | Без предупреждения         | Without Warning: The James Brady Story | Сара Бреди           |
| 1993      | ф  | Итэн Фроум                 | Ethan Frome                            | Зенобия «Зина» Фроум |
| 1993      | ф  | В поисках Бобби Фишера     | Searching for Bobby Fischer            | Бонни Уочкин         |
| 1993      | ф  | Джош и Сэм                 | Josh and S.A.M.                        | Каролина Уитни       |
| 1993—2004 | с  | Фрейзер                    | Jack & Jill                            | Лидия                |
| 1995      | ф  | Безумная любовь            | Mad Love                               | Маргарет Робертс     |
| 1995      | ф  | Никсон                     | Nixon                                  | Пэт Никсон           |
| 1996      | ф  | Суровое испытание          | The Crucible                           | Элизабет Проктор     |
| 1997      | ф  | Ледяной ветер              | The Ice Storm                          | Елена Гуд            |
| 1997      | ф  | Без лица                   | Face/Off                               | доктор Ив Арчер      |
| 1998      | ф  | Плезантвиль                | Pleasantville                          | Бетти Паркер         |
| 1999      | ф  | Ярость                     | It’s the Rage                          | Хелен                |
| 2000      | ф  | Когда низвергнутся небеса  | When the Sky Falls                     | Шинед Хэмилтон       |
| 2000      | ф  | Претендент                 | The Contender                          | сенатор Лэйн Хенсон  |
| 2001      | мс | Туманы Авалона             | The Mists of Avalon                    | Моргаузе             |
| 2003      | ф  | Вне карты                  | Off the Map                            | Эрлайн               |
| 2004      | ф  | Дневник памяти             | The Notebook                           | Анна Гамильтон       |
| 2004      | ф  | Превосходство Борна        | The Bourne Supremacy                   | Памела Лэнди         |
| 2004      | ф  | Да                         | Yes                                    | она                  |
| 2005      | ф  | Видимость гнева            | The Upside of Anger                    | Терри Энн Уолфмейр   |
| 2006      | ф  | Бонневиль                  | Bonneville                             | Карол                |
| 2007      | ф  | Ультиматум Борна           | The Bourne Ultimatum                   | Памела Лэнди         |
| 2008      | ф  | Смертельная гонка          | Death Race                             | Хэннесси             |
| 2008      | ф  | Хорошая Шарма              | Good Sharma                            | Вероника             |
| 2009      | ф  | Хатико: Самый верный друг  | Hachiko: A Dog's Story                 | Кейт Уилсон          |
| 2009      | тф | Джорджия О’Киф             | Georgia O'Keeffe                       | Джорджия О’Киф       |
| 2012      | ф  | Эволюция Борна             | The Bourne Legacy                      | Памела Лэнди         |
| 2014      | ф  | Хороший брак               | A Good Marriage                        | Дарси Андерсон       |
| 2015      | ф  | Комната                    | Room                                   | Нэнси                |
| 2020      | мс | История Лизи               | Lisey's Story                          | Аманда               |

## Награды и номинации
| Год  | Премия                                       | Категория                                                                         | Работа            | Результат |
| ---- | -------------------------------------------- | --------------------------------------------------------------------------------- | ----------------- | --------- |
| 1988 | Тони                                         | Лучшая актриса                                                                    | Сожги это         | Победа    |
| 1989 | Тони                                         | Лучшая актриса                                                                    | Хроники Хайди     | Номинация |
| 1996 | Оскар                                        | Лучшая актриса второго плана                                                      | Никсон            | Номинация |
| 1996 | BAFTA                                        | Лучшая актриса второго плана                                                      | Никсон            | Номинация |
| 1996 | Премия Гильдии киноактёров США               | Лучшая актриса                                                                    | Никсон            | Номинация |
| 1996 | Премия Гильдии киноактёров США               | Лучший актёрский ансамбль                                                         | Никсон            | Номинация |
| 1996 | Общество кинокритиков Бостона                | Лучшая актриса второго плана                                                      | Никсон            | Победа    |
| 1996 | Ассоциация кинокритиков Чикаго               | Лучшая актриса второго плана                                                      | Никсон            | Победа    |
| 1996 | Ассоциация кинокритиков Далласа и Форт-Уэрта | Лучшая актриса второго плана                                                      | Никсон            | Номинация |
| 1996 | Ассоциация кинокритиков Лос-Анджелеса        | Лучшая актриса второго плана                                                      | Никсон            | Победа    |
| 1996 | Национальное общество кинокритиков США       | Лучшая актриса второго плана                                                      | Никсон            | Победа    |
| 1996 | Премия Нью-Йоркского общества кинокритиков   | Лучшая актриса второго плана                                                      | Никсон            | Номинация |
| 1997 | Оскар                                        | Лучшая актриса второго плана                                                      | Суровое испытание | Номинация |
| 1997 | Золотой глобус                               | Лучшая актриса второго плана                                                      | Суровое испытание | Номинация |
| 1997 | Общество кинокритиков Бостона                | Лучшая актриса второго плана                                                      | Суровое испытание | Номинация |
| 1997 | Critics’ Choice Movie Awards                 | Лучшая актриса второго плана                                                      | Суровое испытание | Победа    |
| 1997 | Ассоциация кинокритиков Чикаго               | Лучшая актриса второго плана                                                      | Суровое испытание | Номинация |
| 1997 | Империя                                      | Лучшая актриса второго плана                                                      | Суровое испытание | Победа    |
| 1997 | Спутник                                      | Лучшая актриса второго плана                                                      | Суровое испытание | Номинация |
| 1998 | Сатурн                                       | Лучшая актриса второго плана                                                      | Без лица          | Номинация |
| 1998 | Ассоциация кинокритиков Чикаго               | Лучшая актриса второго плана                                                      | «Ледяной ветер»   | Номинация |
| 1998 | Премия Лондонского кружка кинокритиков       | Лучшая актриса                                                                    | «Ледяной ветер»   | Номинация |
| 1998 | Спутник                                      | Лучшая актриса в драме                                                            | «Ледяной ветер»   | Номинация |
| 1999 | Сатурн                                       | Лучшая женская роль второго плана                                                 | Плезантвиль       | Победа    |
| 1999 | Общество кинокритиков Бостона                | Лучшая женская роль второго плана                                                 | Плезантвиль       | Победа    |
| 1999 | Critics’ Choice Movie Awards                 | Лучшая женская роль второго плана                                                 | Плезантвиль       | Победа    |
| 1999 | Ассоциация кинокритиков Чикаго               | Лучшая женская роль второго плана                                                 | Плезантвиль       | Номинация |
| 1999 | Ассоциация кинокритиков Далласа и Форт-Уэрта | Лучшая женская роль второго плана                                                 | Плезантвиль       | Победа    |
| 1999 | Ассоциация кинокритиков Лос-Анджелеса        | Лучшая женская роль второго плана                                                 | Плезантвиль       | Победа    |
| 2001 | Оскар                                        | Лучшая актриса                                                                    | Претендент        | Номинация |
| 2001 | Золотой глобус                               | Лучшая актриса в драме                                                            | Претендент        | Номинация |
| 2001 | Премия Гильдии киноактёров США               | Лучшая актриса                                                                    | Претендент        | Номинация |
| 2001 | Блокбастер                                   | Лучшая актриса в драме                                                            | Претендент        | Номинация |
| 2001 | Critics’ Choice Movie Awards                 | Приз Алана Пакула                                                                 | Претендент        | Победа    |
| 2001 | Ассоциация кинокритиков Чикаго               | Лучшая актриса                                                                    | Претендент        | Номинация |
| 2001 | Ассоциация кинокритиков Далласа и Форт-Уэрта | Лучшая актриса                                                                    | Претендент        | Номинация |
| 2001 | Независимый дух                              | Лучшая актриса                                                                    | Претендент        | Номинация |
| 2001 | Спутник                                      | Лучшая актриса в драме                                                            | Претендент        | Номинация |
| 2002 | Эмми                                         | Лучшая актриса второго плана в мини-сериале или фильме                            | Туманы Авалона    | Номинация |
| 2005 | Critics’ Choice Movie Awards                 | Лучшая актриса                                                                    | Видимость гнева   | Номинация |
| 2005 | Ассоциация кинокритиков Чикаго               | Лучшая актриса                                                                    | Видимость гнева   | Победа    |
| 2005 | Ассоциация кинокритиков Далласа и Форт-Уэрта | Лучшая актриса                                                                    | Видимость гнева   | Номинация |
| 2005 | Gold Derby Awards                            | Лучшая актриса                                                                    | Видимость гнева   | Номинация |
| 2005 | Премия Лондонского кружка кинокритиков       | Лучшая актриса                                                                    | Видимость гнева   | Номинация |
| 2005 | Общество кинокритиков Сан-Диего              | Лучшая актриса                                                                    | Видимость гнева   | Победа    |
| 2005 | Спутник                                      | Лучшая актриса в комедии или мюзикле                                              | Видимость гнева   | Номинация |
| 2005 | Ассоциация кинокритиков Вашингтона           | Лучшая актриса                                                                    | Видимость гнева   | Номинация |
| 2009 | Сатурн                                       | Лучшая актриса второго плана                                                      | Смертельная гонка | Номинация |
| 2010 | Золотой глобус                               | Лучшая актриса в мини-сериале или телефильме                                      | Джорджия О’Киф    | Номинация |
| 2010 | Эмми                                         | Лучшая актриса в мини-сериале или телефильме                                      | Джорджия О’Киф    | Номинация |
| 2010 | Эмми                                         | Лучший телефильм                                                                  | Джорджия О’Киф    | Номинация |
| 2010 | Премия Гильдии киноактёров США               | Лучшая актриса в телефильме или мини-сериале                                      | Джорджия О’Киф    | Номинация |
| 2010 | Gold Derby Awards                            | Лучшая актриса в телефильме или мини-сериале                                      | Джорджия О’Киф    | Номинация |
| 2010 | Премия Гильдии продюсеров США                | Награда имени Дэвида Л. Волпера лучшему продюсеру часового телевизионного сериала | Джорджия О’Киф    | Номинация |